# Senpai wa Otokonoko
Senpai wa Otokonoko (先輩はおとこのこ?  lit. Mi senpai es un Otokonoko) es una serie de manga romántico escrito e ilustrado por Pom. Se serializó digitalmente a través de Line Manga del 7 de diciembre de 2019 al 30 de diciembre de 2021 como una serie semanal, e Ichijinsha lo recopiló en volúmenes tankōbon desde 2021 hasta 2024. La historia sigue un triángulo amoroso que involucra a Makoto Hanaoka, un chico que se traviste; Saki Aoi, una joven estudiante bisexual; y Ryūji Taiga, un amigo de la infancia de Makoto. En julio de 2024 se estrenó una adaptación televisiva en forma de serie de anime producida por Project No.9 en el bloque de programación noitaminA de Fuji TV. En febrero de 2025 se estrenará una película de anime titulada "Eiga Senpai wa Otokonoko: Ame Nochi Hare".
Pom creó la serie con temas como el amor sin importar el género y originalmente se le ocurrió el concepto basado en cómo tenía dificultades para dibujar personajes masculinos. La serie fue popular entre los lectores y bien recibida por la crítica por su escritura y personajes, convirtiéndose en la ganadora del tercer lugar del Next Manga Award de 2021 y la tercera serie de Line Manga más leída de 2021.

## Premisa
Senpai wa Otokonoko es un manga romántico que sigue a Makoto Hanaoka (花岡 まこと Hanaoka Makoto?), un joven que se viste como mujer a pesar de la desaprobación de su madre. Saki Aoi (蒼井 咲 Aoi Saki?), una chica que asiste a la misma escuela secundaria que Makoto, se enamora de él bajo la creencia de que es una mujer, y solo descubre la verdad después de confesar sus sentimientos por él y ser rechazada. Ella es bisexual y no le importa cuál es su género, y todavía desea convertirse en su primer amor, pero a él le preocupa que la vean como extraña al asociarse con un travesti. Ryūji Taiga (大我 竜二 Taiga Ryūji?), un amigo de la infancia de Makoto, inicialmente no está seguro de estar con otro hombre, pero finalmente se forma un triángulo amoroso que involucra a los tres a medida que se entusiasma.

## Personajes
Makoto Hanaoka (花岡 まこと Hanaoka Makoto?)
 Seiyū: Shūichirō Umeda
Makoto es un estudiante de segundo año que se viste de mujer. Muchas personas a su alrededor lo juzgan por esta elección, pero aun así lo hace. Lo mantiene en secreto ante su madre.
Saki Aoi (蒼井 咲 Aoi Saki?)
 Seiyū: Akira Sekine
Saki es una estudiante de primer año que está enamorada de Makoto. Se la considera bisexual, ya que no le importa el género de Makoto y lo ama por lo que es. Es brillante y enérgica.
Ryuji Taiga (大我 竜二 Taiga Ryūji?)
 Seiyū: Yuma Uchida
Ryūji es un estudiante de segundo año y el mejor amigo de la infancia de Makoto. Es gay en secreto, ya que está enamorado de Makoto. Saki lo llama cariñosamente "maestro".
Mika Hanaoka (花岡 美香役 Hanaoka Mika?)
 Seiyū: Mai Nakahara
Konatsu Taiga (大我 小夏役 Taiga Konatsu?)
 Seiyū: Kaori Maeda

## Producción
Senpai wa Otokonoko fue escrito e ilustrado por Pom, y se originó en cómo tenía dificultades para dibujar personajes masculinos, y recibió el consejo de un conocido para dibujar una serie donde un personaje masculino se viste como una mujer; antes de esto, había considerado hacer una serie sobre un romance lésbico. Debido a su dificultad con los personajes masculinos, tuvo que dedicarle mucho tiempo al panel donde Makoto muestra que no es una chica, y al final aun así quedó descontento con él. El escenario se diseñó en torno al travestismo de Makoto, con una escuela donde las alumnas visten sailor fuku, asegurando el contraste visual con el uniforme escolar masculino. Aunque existen escuelas secundarias japonesas que permiten a los estudiantes varones usar uniformes escolares femeninos, a la que asiste Makoto no se inspiró en ninguna escuela específica del mundo real.
Al principio de la planificación del manga, Pom consideró convertirlo en una comedia basada en bromas, pero decidió inclinarse más hacia un tono serio, ya que eso es lo que personalmente disfruta leer, lo que le llevó a escribir la relación problemática de Makoto con su madre. Entre los temas principales se encuentran las relaciones humanas, el amor sin importar el género, la importancia de respetar la diversidad, poder gustar las cosas monas como hombre y la importancia de cuidarse uno mismo, aunque Pom no escribió la historia específicamente con la intención de combatir los prejuicios contra las personas que desafían las normas de género. No quería que la historia se sintiera oscura, por lo que fue consciente de equilibrar las escenas más oscuras con las más claras.
Pom mantuvo intencionalmente la historia enfocada en solo tres personajes principales, diciendo que no le gusta cuando el elenco de un manga crece mientras que su historia se vuelve menos enfocada y se va por la tangente. Makoto y Saki fueron diseñados para contrastar entre sí, Makoto es una persona ansiosa que no se mueve mucho y Saki es una persona segura de sí misma que siempre esta en movimiento; Ryūji fue creado como un equilibrio entre los dos. Usó a la actriz de voz Tomoko Kaneda como referencia para los movimientos de Saki, y la concibió como una chica proactiva e inmadura que siempre es fiel a sí misma. Al escribir y dibujar a Makoto, era consciente de que Makoto solo se viste como una mujer porque le gusta la estética, por lo que tenía la intención de retratarlo como un hombre por dentro. Intentó intencionalmente limitar la cantidad de texto en la serie y, en su lugar, utilizó la narración visual siempre que fue posible. Como Pom solo tenía la intención de que la serie durara 16 capítulos, no tenía un plan detallado sobre cómo continuar la historia después de eso, y la dejó ir a donde la llevaran los personajes después de planificar los antecedentes para ellos; pensó que no podía representar las cosas de manera creíble a menos que lo hubiera experimentado él mismo, y describiera a los personajes como si todos tuvieran partes del autor dentro de ellos.

## Contenido de la obra

### Manga
El manga comenzó como la historia de cuatro páginas llamada Otokonoko ga Kōhai ni Kokuhaku Sareru Hanashi, que Pom volvió a dibujar y amplió para un piloto en el «programa de debut fronterizo» de Line Manga para creadores independientes en diciembre de 2019, y firmó para la serialización digital semanal dentro de los cuatro meses posteriores al estreno. La serie terminó con el capítulo 100 el 30 de diciembre de 2021; Pom había considerado continuarlo más, pero quería terminarlo en un punto alto y no estirarlo.
El primer volumen tankōbon que recopila la serie a todo color junto con un nuevo capítulo de 16 páginas fue lanzado el 25 de noviembre de 2021 por Ichijinsha; Pom pensó que sería difícil preparar la serie para la impresión, ya que originalmente se creó para un formato digital de desplazamiento vertical, y consideró abandonar la idea, pero procedió debido a las solicitudes de los lectores. Webtoon comenzó a serializar la serie digitalmente en otras regiones en 2021 como This is Him, con un lanzamiento en Taiwán a partir del 25 de diciembre de 2021 y un lanzamiento en China el 27 de diciembre del mismo año; también se planean lanzamientos en francés, alemán, surcoreano y tailandés.

#### Lista de volúmenes de manga
| Volumen 1 | ISBN               | Publicado               |
| Volumen 1 | ISBN 9784758023139 | 25 de noviembre de 2021 |
| |                    |                         |
| Contiene los capítulos: - Capítulo 1: «Tegami» (手紙? lit. Carta) - Capítulo 2: «Kōhai» (後輩? lit. Kōhai) - Capítulo 3: «Onnanoko» (女の子? lit. Chicas) - Capítulo 4: «Osananajimi» (幼なじみ? lit. Amigo de la infancia) - Capítulo 5: «Aoi-san» (蒼井さん? lit. Aoi) - Capítulo 6: «Shishō» (師匠? lit. Maestro) - Capítulo 7: «Kakushigoto» (隠し事? lit. Secreto) - Capítulo 8: «Hanabi» (花火? lit. Fuegos artificiales) - «Bangai-hen» (番外編? lit. Capítulo extra) |                    |                         |

| Volumen 2 | ISBN               | Publicado           |
| Volumen 2 | ISBN 9784758023870 | 25 de abril de 2022 |
| |                    |                     |
| Contiene los capítulos: - Capítulo 9: «Natsuyasumi» (夏休み? lit. Vacaciones de verano) - Capítulo 10: «Akogare» (憧れ? lit. Sueños) - Capítulo 11: «Kaimono» (買い物? lit. Compras) - Capítulo 12: «Kako» (過去? lit. El pasado) - Capítulo 13: «Manzoku» (満足? lit. Satisfacción) - Capítulo 14: «Sayonara» (さよなら? lit. Despedida) - Capítulo 15: «Futsū» (普通? lit. Normal) - Capítulo 16: «Ōji-sama to Ohime-sama» (王子様とお姫様? lit. Principe y Princesa) - «Bangai-hen» (番外編? lit. Capítulo extra) |                    |                     |

| Volumen 3 | ISBN               | Publicado           |
| Volumen 3 | ISBN 9784758024372 | 25 de julio de 2022 |
| |                    |                     |
| Contiene los capítulos: - Capítulo 17: «Henka» (変化? lit. Cambio) - Capítulo 18: «Suizokukan» (水族館? lit. Acuario) - Capítulo 19: «Tokubetsu na Hito» (特別な人? lit. Una persona especial) - Capítulo 20: «Tomari» (泊まり? lit. Quedarse) - Capítulo 21: «Benkyōkai» (勉強会? lit. Grupo de estudio) - Capítulo 22: «Giwaku» (疑惑? lit. Duda) - Capítulo 23: «Wakaranai» (わからない? lit. No entiendo) - Capítulo 24: «Suki» (好き? lit. Me gusta) - Capítulo 25: «Nigetai» (逃げたい? lit. Quiero irme lejos) - Capítulo 26: «Yappari» (逃げたい? lit. Pensándolo bien) - «Bangai-hen» (番外編? lit. Capítulo extra) |                    |                     |

| Volumen 4 | ISBN               | Publicado               |
| Volumen 4 | ISBN 9784758024686 | 25 de noviembre de 2022 |
| |                    |                         |
| Contiene los capítulos: - Capítulo 27: «Chanto» (ちゃんと? lit. Ordenado) - Capítulo 28: «Kujira» (クジラ? lit. Ballena) - Capítulo 29: «Ame no Hi» (雨の日? lit. Día lluvioso) - Capítulo 30: «Dōro» (道路? lit. El camino) - Capítulo 31: «Sentaku» (選択? lit. Opciones) - Capítulo 32: «Kokuhaku» (告白? lit. Confesión) - Capítulo 33: «Junbi» (準備? lit. Preparativos) - Capítulo 34: «Bunkasai» (文化祭? lit. Festival Cultural) - Capítulo 35: «Sōiu Yatsu» (そういうヤツ? lit. Esos chicos) - Capítulo 36: «Gomakasenai» (ごまかせない? lit. No puedo ocultarlo) - Capítulo 37: «Sōdan» (相談? lit. Consejo) - Capítulo 38: «Gomen» (ごめん? lit. Lo siento) - Capítulo 39: «Ketsui» (決意? lit. Determinación) - «Bangai-hen» (番外編? lit. Capítulo extra) |                    |                         |

### Anime
Aniplex anunció una adaptación de la serie a anime en AnimeJapan el 25 de marzo de 2023. Fue producido por Project No.9 y dirigido por Shinsuke Yanagi, con guiones escritos por Yoriko Tomita, personajes diseñados por Shōto Shinkai y música compuesta por Yukari Hashimoto. La serie se estrenó el 5 de julio de 2024 en el bloque de programación de anime nocturno noitaminA de Fuji TV. Kujira interpretará el tema de apertura "Wagamama" y el tema de cierre "Are ga Koi Datta no kana", este último con Nishina. Crunchyroll obtuvo la licencia de la serie fuera de Asia.
Se anunció una película de anime titulada "Eiga Senpai wa Otokonoko: Ame Nochi Hare" el 27 de septiembre de 2024. Su estreno está previsto para el 14 de febrero de 2025.

## Recepción
Senpai wa Otokonoko fue bien recibido por críticos y lectores, y fue el ganador del tercer lugar del Next Manga Award de 2021 en la categoría de manga web. Aumentó su popularidad en 2020, y se convirtió en la tercera serie más leída en Line Manga de 2021, después de Honey Lemon Soda de Mayu Murata y True Beauty de Yaongyi. Fue la tercera mejor clasificada en la encuesta de 2021 de AnimeJapan sobre las series de manga publicadas en 2020 que a los lectores les gustaría ver adaptadas al anime, y la mejor clasificada en 2022.
La escritura fue bien recibida por discutir temas potencialmente pesados como la sexualidad mientras lograba mantener un tono ligero; Oricon y Nijimen pensaron que se hizo un buen trabajo al retratar la psicología de los personajes y sus luchas por querer ser abiertos sobre sí mismos mientras temían la vulnerabilidad que conlleva. Da Vinci escribió que sabían que amaban la serie cuando leyeron la línea del capítulo 31 «¿tiene que ser uno u otro?», y encontraron la descripción de la situación de Makoto en casa con su madre que lo desaprueba y cómo afecta su soledad profunda; recomendaron el manga a todos, independientemente de su edad o género. A los críticos les gustaron los personajes, con Magmix llamando a Makoto atractivo y lindo, y el elenco en su conjunto representado de una manera humanista, y Da Vinci encontrándose involucrados en las relaciones de los personajes. Al revisar el manga para Model Press, Kira Yokoyama lo recomendó a los lectores a quienes les gustan las historias sobre la mayoría de edad y los escenarios escolares, encontrando la historia fresca e interesante, con representaciones bien escritas de los sentimientos de los personajes y un protagonista atractivo que es a la vez lindo y genial. La obra de arte también fue bien recibida, con Oricon y Nijimen describiendo el colorido como hermoso, y Da Vinci llamando a la escena donde Makoto revela su género particularmente bien dibujada.